# 愛七ひろ
愛七 ひろ（あいなな ひろ）は、日本のライトノベル作家。

## 概要
Twitterのプロフィールによると、関西に住んでいるという。
2015年には、『スレイヤーズ 25周年あんそろじー』の執筆に参加している。

## 来歴
『魔法科高校の劣等生』や『理想のヒモ生活』をきっかけに、2012年頃に「小説家になろう」の存在を知る。当初は読み専として投稿作を読んでいたが、読んでいて気になる点などが生じたことから、自分で書いてみようと考える。その末に、2013年3月3日、『デスマーチからはじまる異世界狂想曲』の連載を開始し、書き手へと移行した。

## 人物
昔からライトノベルを中心に、海外のSF小説、眉村卓の短編集などの書籍を読んでいる。
大学生の時には、ゲームブックをきっかけに始めたTRPGのリプレイ小説を書こうとして、数ページで詰まってしまった経験がある。『デスマーチからはじまる異世界狂想曲』を執筆する際は、TRPGのGM時には話のネタが尽きないように視野を広くとっていた、という経験が自らの作品にも生きていると語っている。
『デスマーチからはじまる異世界狂想曲』のアニメ化の話を聞いた際の心境は、「驚き過ぎてどこか他人事」だったという。
プログラマの経歴がある。

## 作品
- デスマーチからはじまる異世界狂想曲（『カドカワBOOKS』、イラスト：shri、既刊35巻）
- リナ=インバース討伐！（『富士見ファンタジア文庫』、『スレイヤーズ 25周年あんそろじー』に収録）